# 서울에프엔비
서울에프엔비(영어: SEOULF&B Co., Ltd)는 건강기능식품 등 유제품과 음료·커피 등의 제품을 생산, 가공 및 판매하는 유제품 전문가공업체로, 2007년 오덕근 대표이사가 설립하였다. 주요 사업은 우유·두유·발효유·커피·주스·건강기능식품·특수용도식품 등의 유가공 제품 및 음료 제품 등의 생산과 판매이다.
본사는 강원특별자치도 횡성군 공근면 아이티밸리길 36에 위치하고 있으며, 공장은 횡성1공장, 원주2공장을 운영하고 있다.

## 공장 현황
- 횡성공장(식품 연구소) - 강원특별자치도 횡성군 공근면 아이티밸리길 36
- 횡성공장 - 강원특별자치도 횡성군 공근면 아이티밸리길 36
- 원주공장 - 강원특별자치도 원주시 지정면 기업도시로 145

## 주요 연혁
- 2007년 1월: (주)서울에프엔비 설립.
- 2008년 12월: 강원도 횡성군 공근면에 횡성공장 준공.
- 2009년 11월: 한국산업기술진흥협회 기업부설연구소 인정
- 2010년 6월: 강원도 횡성군 공근면에 횡성공장(주스) 준공.
- 2013년 2월: 식품안전경영시스템 ISO22000 인증
- 2014년 4월: 강원도 횡성군 공근면에 횡성공장(무균충전음료) 준공.
- 2019년 1월: 강원도 횡성군 공근면에 횡성공장(건강기능식품) 준공.
- 2014년 10월: KMF HALAL 인증
- 2015년 6월: 식품안전관리 FSSC22000 인증
- 2020년 4월: 강원도 원주시 지정면 원주공장(헬스바이오) 준공.

## 주요 수상 경력
- 2013년 12월: 일자리창출 유공자 정부포상 국무총리 표창장 수상
- 2015년 3월: 국세청 우수납세자 표창장 수상
- 2017년 3월: 2017 국세청 아름다운 납세자상 수상
- 2017년 12월: 중소기업 유공자 포상 태총령 표창장 수상
- 2017년 12월: 제54회 무역의 날 삼백만불 수출의 탑 수상
- 2018년 12월: 노사문화대상 포상 국무총리 표창장 수상
- 2019년 9월: 제8회 강원도사회공헌장 수상
- 2020년 11월: 강원도일자리대상 최우수 기업 선정
- 2021년 12월: 제58회 무역의 날 오백만불 수출의 탑 수상